# Andreas Haupt
Andreas Haupt (* 22. Februar 1813 in Bamberg; † 28. Januar 1893 ebenda) war ein deutscher Pfarrer und Pädagoge in Bamberg.

## Leben
Bis zum Jahr 1838 war Haupt Religionslehrer an der Königlichen Studienanstalt (Altes Gymnasium) in Bamberg. Von 1849 bis 1853 war er Rektor dieses Gymnasiums (heute: Kaiser-Heinrich-Gymnasium), bis er Leiter des Bamberger Naturalienkabinetts wurde (heute: Naturkunde-Museum).

## Werke
- Bamberger Legenden und Sagen, Bamberg 1842 - 2. verm. Auflage: Buchner'sche Verlagsbuchhandlung, Bamberg 1878 – aktuell: Gerhard Krischker (Hrsg.), 2002
- Materialien zur Geschichte des Bergbaues im ehemaligen Hochstift Bamberg, in: „Bericht über das bisherige Bestehen und Wirken des historischen Vereins des Ober-Main-Kreises zu Bamberg“, Band 30, Bamberg 1868